# Krämerskuppetunnel
Der Krämerskuppetunnel ist ein 838 m langer Eisenbahntunnel der Schnellfahrstrecke Hannover–Würzburg. Er unterquert westlich des Ortsteils Reckerode der nordhessischen Gemeinde Kirchheim die Krämerskuppe und trägt daher seinen Namen.

## Verlauf
Das Bauwerk liegt zwischen den Streckenkilometern 197,155 und 197,993. Es unterquert, auf einer Länge von 170 m im Bereich des Südportals in einem spitzen Winkel die Bundesautobahn 7. Die Überdeckung beträgt in diesem Bereich 6 bis 15 Meter.
Die nach dem Verzeichnis der örtlich zulässigen Geschwindigkeiten (VzG) zulässige Geschwindigkeit im Bereich des Bauwerks liegt bei 280 km/h. Aufgrund von Restriktionen durch das Tunnelbegegnungsverbot sind tatsächlich nur 250 km/h zugelassen.

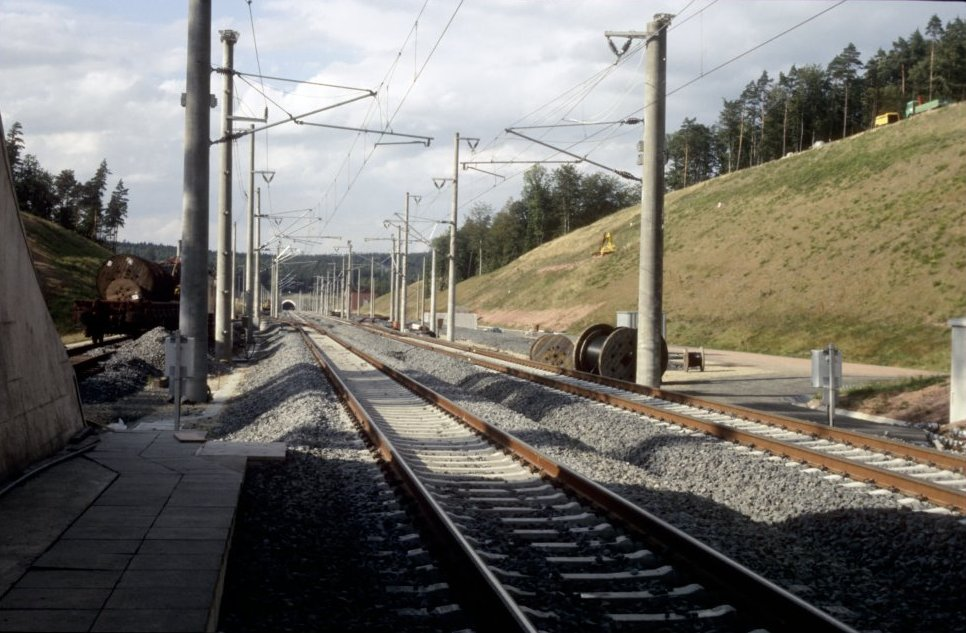
Blick aus dem Nordportal des Tunnels während der Bauphase (ca. 1989)

Südlich schließt sich die Wälsebachtalbrücke an, nördlich der Betriebsbahnhof Kirchheim. Im Tunnel liegen vier Weichen des Betriebsbahnhofs.
Das Bauwerk durchquert Schichten des Mittleren Buntsandsteins mit Ton- und Sandsteinschichten.

### Geologie
Im Bereich der Autobahn-Unterquerung liegt Mittlerer Buntsandstein der Dethfurther Wechselfolge mit engständigen Ton- und Sandsteinfolgen vor.

## Geschichte

### Planung
Anfang 1984 war das Bauwerk mit einer Länge von 810 m zu Kosten von 23,7 Millionen DM geplant.
Das Bauwerk war Teil des Planungsabschnitts 15 im Mittelabschnitt der Neubaustrecke.
Im Zuge der Baureifplanung wurden für den südlichen Teil der Kreuzung von Neubaustrecke und Autobahn (etwa bis zu deren Achse) verschiedene Varianten der Bauausführung untersucht. Dazu zählten eine offene Bauweise mit vorübergehende Umlegung der Autobahn (bei geschätzten Kosten zwischen 2,80 und 4,37 Millionen DM) und verschiedene Varianten der bergmännischen Bauweise (3,30 bis 3,62 Mio. DM). Da aus terminlichen Gründen die Herstellung des Tunnels während der Hauptreisezeit unumgänglich war, forderte die Straßenbauverwaltung, Einschränkungen an der Fernstraße möglichst zu vermeiden. Damit schieden die erwogenen offenen Varianten aus. Letztlich fiel die Entscheidung damit für einen bergmännischen Vortrieb mit Rohrschirmsicherung.

### Bau
Die Bauarbeiten begannen im April 1984. Das Bauwerk wurde am 11. Juli 1984 angeschlagen und im März 1985 durchgeschlagen.
Der Tunnel wurde in Neuer Österreichischer Tunnelbauweise vorgetrieben. Der Ausbruchsquerschnitt betrug 140 m². Insgesamt wurden rund 110,00 m³ Material ausgebrochen, rund 4000 Anker gesetzt und etwa 9.000 m³ Spritzbeton eingebracht.
Die rund 170 m lange Unterquerung der Autobahn erwies sich als besonders aufwändig. Ein ober- und unterirdisches Messprogramm begleitete diesen Vortriebsabschnitt. Die Messergebnisse wurden täglich kontrolliert. Das vorgegebene Setzungsmaß wurde letztlich nicht überschritten.
Mit dem Bau beauftragt war eine Arbeitsgemeinschaft unter der technischen Führung der Firma Beton- und Monierbau.
Nach 15 Monaten Vortrieb und neun Monaten Ausbau sollte das Bauwerk (Stand: ca. 1984) im März 1986 fertiggestellt werden. Es ging 1991 in den Regelbetrieb.